# Desert Palms (Kalifornija)
Desert Palms je naseljeno područje za statističke svrhe u američkoj saveznoj državi Kalifornija. Prema popisu stanovništva iz 2010. u njemu je živjelo 6,957 stanovnika.